# 宇部電気鉄道デキ1形電気機関車
宇部電気鉄道デキ1形電気機関車（うべでんきてつどうデキ1がたでんききかんしゃ）は、かつて存在した日本の直流用電気機関車である。宇部電気鉄道（路線の一部は現、小野田線の一部）が1929年（昭和4年）にドイツのAEGで製造したもので、宇部鉄道（現、宇部線）への合併を経て、1943年（昭和18年）に同社の戦時買収により国有鉄道籍を得たものである。　日本国有鉄道に在籍した軌間1,067mmの電気機関車では、最小である。

## 構造
動軸2軸を持つ凸型機で、ドイツ製らしくかっちりとしたアウトラインを持つ機関車であり、小型ながらも華奢さは感じられない。電源は直流600V、制御方式は直接式で、側面に扉1枚しかない小さな運転室の中央に、制御器が鎮座している。ブレーキ装置としては、空気ブレーキと手ブレーキの他に直接制御式でありながら電気ブレーキを装備しており、いかにもドイツ的な先進性も持つ。屋根は肩部にRのない単一曲線で、その上には独特の形状をした（上部の集電舟が前後に大きく離れており、側面から見ると六角形に見える）ヨーロッパ風の巨大なパンタグラフを装備している。
全長は6,100mmで、同じく買収機である元両備鉄道の11号形電気機関車（後のケED10形。軌間762mm）よりも短い。1時間定格出力はわずか160kW（540V定格）である。

## 経歴
1928年（昭和3年）に、宇部電気鉄道の開業用として製造されたもので、2両（1, 2）が存在した。1941年（昭和16年）12月、宇部電気鉄道が隣接する宇部鉄道に合併されたのにともない、同社に籍を移したが、電化方式が異なる（宇部鉄道は直流1,500V電化）ことから、直通運転は行なわれなかった。宇部鉄道は、前述のように1943年4月1日付けで国有化され、鉄道省籍となったが、形式番号は変更されることなく、旧宇部電気鉄道の宇部西線で使用された。
1950年（昭和25年）の宇部西線1,500V昇圧にともない、600V用である本形式は余剰となり、同時期に開業した岳南鉄道に譲渡された。譲渡にあたって、パンタグラフは国鉄標準型のPS13に交換され、特徴の一部は失せたが、1969年（昭和44年）9月の岳南鉄道1500V昇圧まで使用された。その後他社への再譲渡はされなかったが、落雷の直撃を受け機器類に致命的な損傷を受けたために廃車になったといわれている。